# Правила Кирхгофа
Пра́вила Ки́рхгофа (часто в технической литературе называются Зако́нами Ки́рхгофа) — соотношения, которые выполняются между токами и напряжениями на участках любой электрической цепи.
Решения систем линейных уравнений, составленных на основе правил Кирхгофа, позволяют найти все токи и напряжения в электрических цепях постоянного, переменного и квазистационарного тока.
Имеют особое значение в электротехнике из-за своей универсальности, так как пригодны для решения многих задач в теории электрических цепей и практических расчётов сложных электрических цепей.
Применение правил Кирхгофа к линейной электрической цепи позволяет получить систему линейных уравнений относительно токов или напряжений и, соответственно, при решении этой системы найти значения токов на всех ветвях цепи и все межузловые напряжения.
Сформулированы Густавом Кирхгофом в 1845 году.
Название «Правила» корректнее потому, что эти правила не являются фундаментальными законами природы, а вытекают из фундаментальных законов сохранения заряда и безвихревости электростатического поля (третье уравнение Максвелла при неизменном магнитном поле).
Эти правила не следует путать с ещё двумя законами Кирхгофа в химии и физике.

## Формулировка правил (законов)

### Определения
Для формулировки правил Кирхгофа вводятся понятия узел, ветвь и контур электрической цепи. Ветвью называют участок электрической цепи с одним и тем же током, например, на рис. отрезок, обозначенный R1, I1 есть ветвь. Узлом называют точку соединения трех и более ветвей (на рис. обозначены жирными точками). Контур — замкнутый путь, проходящий через несколько ветвей и узлов разветвлённой электрической цепи. Термин замкнутый путь означает, что, начав с некоторого узла цепи и однократно пройдя по нескольким ветвям и узлам, можно вернуться в исходный узел. Ветви и узлы, проходимые при таком обходе, принято называть принадлежащими данному контуру. При этом нужно иметь в виду, что ветвь и узел могут принадлежать одновременно нескольким контурам.
В терминах данных определений правила Кирхгофа формулируются следующим образом.

### Первое правило

Сколько тока втекает в узел, столько из него и вытекает.
i_{2} + i_{3} = i_{1} + i_{4}

Первое правило Кирхгофа (правило токов Кирхгофа) гласит, что алгебраическая сумма токов ветвей, сходящихся в каждом узле любой цепи, равна нулю. При этом направленный к узлу ток принято считать положительным, а направленный от узла — отрицательным: Алгебраическая сумма токов, направленных к узлу, равна сумме направленных от узла.
{\displaystyle \sum \limits _{j=1}^{n}I_{j}=0.}
Иными словами, сколько тока втекает в узел, столько из него и вытекает. Это правило следует из фундаментального закона сохранения электрического заряда.
Однако при расчетах следует учитывать, что это правило применимо только в случае пренебрежимо малой емкости узла. В противном случае первое правило может нарушаться, что особенно заметно при высокочастотных токах.

### Второе правило

Правило напряжений Кирхгофа
v_{1} + v_{2} + v_{3} +v_{4} = 0

Второе правило Кирхгофа (правило напряжений Кирхгофа) гласит, что алгебраическая сумма напряжений на резистивных элементах замкнутого контура равна алгебраической сумме ЭДС, входящих в этот контур. Если в контуре нет источников ЭДС (идеализированных генераторов напряжения), то суммарное падение напряжений равно нулю:
для постоянных напряжений {\displaystyle \sum _{k=1}^{n}E_{k}=\sum _{k=1}^{m}U_{k}=\sum _{k=1}^{m}R_{k}I_{k};}
для переменных напряжений {\displaystyle \sum _{k=1}^{n}e_{k}=\sum _{k=1}^{m}u_{k}=\sum _{k=1}^{m}R_{k}i_{k}+\sum _{k=1}^{m}u_{L\,k}+\sum _{k=1}^{m}u_{C\,k}.}
Это правило вытекает из 3-го уравнения Максвелла, в частном случае стационарного магнитного поля.
Иными словами, при полном обходе контура потенциал, изменяясь, возвращается к исходному значению. Частным случаем второго правила для цепи, состоящей из одного контура, является закон Ома для этой цепи. При составлении уравнения напряжений для контура нужно выбрать положительное направление обхода контура. При этом падение напряжения на ветви считают положительным, если направление обхода данной ветви совпадает с ранее выбранным направлением тока ветви, и отрицательным — в противном случае (см. далее).
Правила Кирхгофа справедливы для линейных и нелинейных линеаризованных цепей при любом характере изменения во времени токов и напряжений.

## Уравнения для токов и напряжений
Если цепь содержит {\displaystyle p} узлов, то она описывается {\displaystyle p-1} уравнениями токов. Это правило может применяться и для других физических явлений (к примеру, система трубопроводов жидкости или газа с насосами), где выполняется закон сохранения частиц среды и потока этих частиц.
Если цепь содержит {\displaystyle m} ветвей, из которых содержат источники тока ветви в количестве {\displaystyle m_{i}}, то она описывается {\displaystyle m-m_{i}-(p-1)} уравнениями напряжений.
- Правила Кирхгофа, записанные для {\displaystyle p-1} узлов или {\displaystyle m-(p-1)} контуров цепи, дают полную систему линейных уравнений, которая позволяет найти все токи и все напряжения.
- Перед тем, как составить уравнения, нужно произвольно выбрать:
  - положительные направления токов в ветвях и обозначить их на схеме, при этом не обязательно следить, чтобы в узле направления токов были и втекающими, и вытекающими, окончательное решение системы уравнений всё равно даст правильные знаки токов узла;
  - положительные направления обхода контуров для составления уравнений по второму закону, с целью единообразия рекомендуется для всех контуров положительные направления обхода выбирать одинаковыми (напр.: по часовой стрелке).
- Если направление тока совпадает с направлением обхода контура (которое выбирается произвольно), падение напряжения считается положительным, в противном случае — отрицательным.
- При записи линейно независимых уравнений по второму правилу Кирхгофа стремятся, чтобы в каждый новый контур, для которого составляют уравнение, входила хотя бы одна новая ветвь, не вошедшая в предыдущие контуры, для которых уже записаны уравнения по второму закону (достаточное, но не необходимое условие).
- В сложных непланарных графах электрических цепей человеку трудно увидеть независимые контуры и узлы, каждый независимый контур (узел) при составлении системы уравнений порождает ещё 1 линейное уравнение в определяющей задачу системе линейных уравнений. Подсчёт количества независимых контуров и их явное указание в конкретном графе развит в теории графов.

## Пример
Количество узлов: 3.
{\displaystyle p-1=2}

На этом рисунке для каждой ветви обозначен протекающий по ней ток (буквой «I») и напряжение между соединяемыми ею узлами (буквой «U»)

Количество ветвей (в замкнутых контурах): 4. Количество ветвей, содержащих источник тока: 0.
{\displaystyle m-m_{i}-(p-1)=2}
Количество контуров: 2.
Для приведённой на рисунке цепи, в соответствии с первым правилом, выполняются следующие соотношения:
{\displaystyle {\begin{cases}I_{1}-I_{2}-I_{6}=0\\I_{2}-I_{4}-I_{3}=0\\I_{6}+I_{4}+I_{5}-I_{7}=0\end{cases}}}
Обратите внимание, что для каждого узла должно быть выбрано положительное направление, например, здесь токи, втекающие в узел, считаются положительными, а вытекающие — отрицательными.
Решение полученной линейной системы алгебраических уравнений позволяет определить все токи узлов и ветвей, такой подход к анализу цепи принято называть методом контурных токов.
В соответствии со вторым правилом, справедливы соотношения:
{\displaystyle {\begin{cases}U_{2}+U_{4}-U_{6}=0\\U_{3}+U_{5}-U_{4}=0\end{cases}}}
Полученные системы уравнений полностью описывают анализируемую цепь, и их решения определяют все токи и все напряжения ветвей. Такой подход к анализу цепи принято называть методом узловых потенциалов.

## О значении для электротехники
Правила Кирхгофа имеют прикладной характер и позволяют наряду и в сочетании с другими приёмами и способами (метод эквивалентного генератора, принцип суперпозиции, способ составления потенциальной диаграммы) решать задачи электротехники. Правила Кирхгофа нашли широкое применение благодаря простоте формулировки уравнений и возможности их решения стандартными способами линейной алгебры (методом Крамера, методом Гаусса и др.).

## Значение в математике
Первое правило Кирхгофа может быть сформулировано в матричном виде. Именно, пусть электрическая цепь состоит из {\displaystyle n} узлов. Составим матрицу {\displaystyle A=\{a_{ij}\}_{i,j=1}^{n}}, где {\displaystyle a_{ij}} при {\displaystyle i\neq j} есть проводимость ветви, соединяющей узлы с номерами {\displaystyle i} и {\displaystyle j} (если они не соединены, можно мысленно соединить их ветвью нулевой проводимости). При этом {\displaystyle a_{jj}=\sum _{i=1,~i\neq j}^{n}(-a_{ij})}. Пусть {\displaystyle \varphi } — потенциал, который мы рассматриваем как функцию, определённую на множестве узлов (или, что то же самое, вектор {\displaystyle \mathbf {u} =(\varphi _{1},\varphi _{2},\dots ,\varphi _{n})} в {\displaystyle n}-мерном пространстве {\displaystyle \mathbb {R} ^{n}}). Тогда по определению проводимости имеем {\displaystyle I_{ij}=a_{ij}(\varphi _{i}-\varphi _{j})}, где {\displaystyle I_{ij}} — ток в ветви, идущей из вершины {\displaystyle i} в вершину {\displaystyle j}. Стало быть, первое правило Кирхгофа для {\displaystyle j}-того узла можно записать как {\displaystyle \sum _{i=1,~i\neq j}^{n}I_{ij}=\sum _{i=1,~i\neq j}^{n}a_{ij}(\varphi _{i}-\varphi _{j})=0}, или же {\displaystyle \sum _{i=1,~i\neq j}^{n}a_{ij}\varphi _{i}+\left(\sum _{i=1,~i\neq j}^{n}(-a_{ij})\right)\varphi _{j}=\sum _{i=1,~i\neq j}^{n}a_{ij}\varphi _{i}+a_{jj}\varphi _{j}=0}, или же, учитывая определение диагональных элементов матрицы, как {\displaystyle \sum _{i=1}^{n}a_{ij}\varphi _{i}=0}. В левой части равенства легко узнать координату произведения матрицы {\displaystyle A} на вектор-столбец {\displaystyle \mathbf {u} }.
Итак, первое правило Кирхгофа в матричном виде гласит:
{\displaystyle {\begin{Vmatrix}a_{11}&a_{21}&\dots &a_{n1}\\a_{12}&a_{22}&\dots &a_{n2}\\...&...&...&...\\a_{1n}&a_{2n}&\dots &a_{nn}\end{Vmatrix}}{\begin{Vmatrix}\varphi _{1}\\\varphi _{2}\\...\\\varphi _{n}\end{Vmatrix}}=0\Leftrightarrow A^{T}\mathbf {u} =\mathbf {0} }.
В таком виде оно допускает обобщение на проводящие поверхности. У криволинейной поверхности проводимость зависит не только от точки, но и от направления. Иными словами, проводимость является функцией на касательных векторах к поверхности. Если считать, что на касательных пространствах она хорошо приближается положительно определённой квадратичной формой, можно говорить о ней как о римановой метрике {\displaystyle g} (отличающейся от расстояния на поверхности как геометрической форме, учитывающей неизотропность её электрических свойств). Каждая точка поверхности может служить узлом, и потому потенциал будет уже не вектором, а функцией {\displaystyle u} на поверхности. Аналогом же матрицы проводимостей будет оператор Лапласа — Бельтрами {\displaystyle \Delta _{g}} метрики-проводимости, который действует на пространстве гладких функций. Первое правило Кирхгофа для поверхности гласит ровно то же: {\displaystyle \Delta _{g}u=0}. Иначе говоря, потенциал есть гармоническая функция.
В связи с этим матрицу {\displaystyle A}, сопоставляемую произвольному взвешенному графу, за исключением диагонали равную матрице смежности, иногда называют дискретным лапласианом. Аналоги теорем о гармонических функциях, такие как существование гармонической функции в области с краем при заданных значениях на крае, получающейся свёрткой с некоторым ядром, имеют место и для дискретных гармонических функций. Обратно, проводящая поверхность может быть приближена сеткой сопротивлений, и дискретные гармонические функции на этой сетке приближают гармонические функции на соответствующей поверхности. На этом обстоятельстве основан интегратор Гершгорина, аналоговая вычислительная машина, использовавшаяся для решения уравнения Лапласа в 30-х — 70-х годах XX века.
В случае проводящей поверхности вместо разности потенциалов имеет смысл говорить об 1-форме {\displaystyle du}. Связанное с ней при помощи метрики-проводимости векторное поле {\displaystyle \mathrm {grad} _{g}(u)} — и есть электрический ток на этой поверхности. Согласно первому правилу Кирхгофа, эта 1-форма тоже гармонична (то есть лежит в ядре ходжева лапласиана, определённого на дифференциальных формах). Это даёт ключ к тому, как правильно формулировать закон Кирхгофа для случая, когда поле не потенциально: именно, 1-форма, получающаяся из тока, рассматриваемого как векторное поле, при помощи проводимости, рассматриваемой как риманова метрика, должна быть гармонична. Зная электродвижущую силу вокруг каждого топологически нетривиального контура на поверхности, можно восстановить силу и направление тока в каждой точке, притом единственным способом. В частности, размерность пространства всевозможных токов равна размерности пространства топологически нетривиальных контуров. Этот факт был одним из оснований для открытия двойственности Пуанкаре; то обстоятельство, что электродвижущие силы определяют однозначно ток (гармоническую 1-форму), является частным случаем теории Ходжа для 1-форм (теория Ходжа утверждает, что на римановом многообразии всякий класс когомологий де Рама представляется гармонической формой, притом только одной).

## Другие законы, открытые Кирхгофом
Кирхгофом были установлены ещё два закона, ныне носящие его имя. Они не имеют отношения к электротехнике.

### Закон излучения Кирхгофа
Закон излучения Кирхгофа гласит — отношение излучательной способности любого тела к его поглощательной способности одинаково для всех тел при данной температуре для данной частоты для равновесного излучения и не зависит от их формы, химического состава и проч.

### Закон Кирхгофа в химии
Закон Кирхгофа гласит — температурный коэффициент теплового эффекта химической реакции равен изменению теплоёмкости системы в ходе реакции.